# Керценгайм
Керценгайм (нім. Kerzenheim) — громада в Німеччині, розташована в землі Рейнланд-Пфальц. Входить до складу району Доннерсберг. Складова частина об'єднання громад Айзенберг.
Площа — 17,88 км2. Населення становить 2115 ос. (станом на 31 грудня 2020).

## Галерея

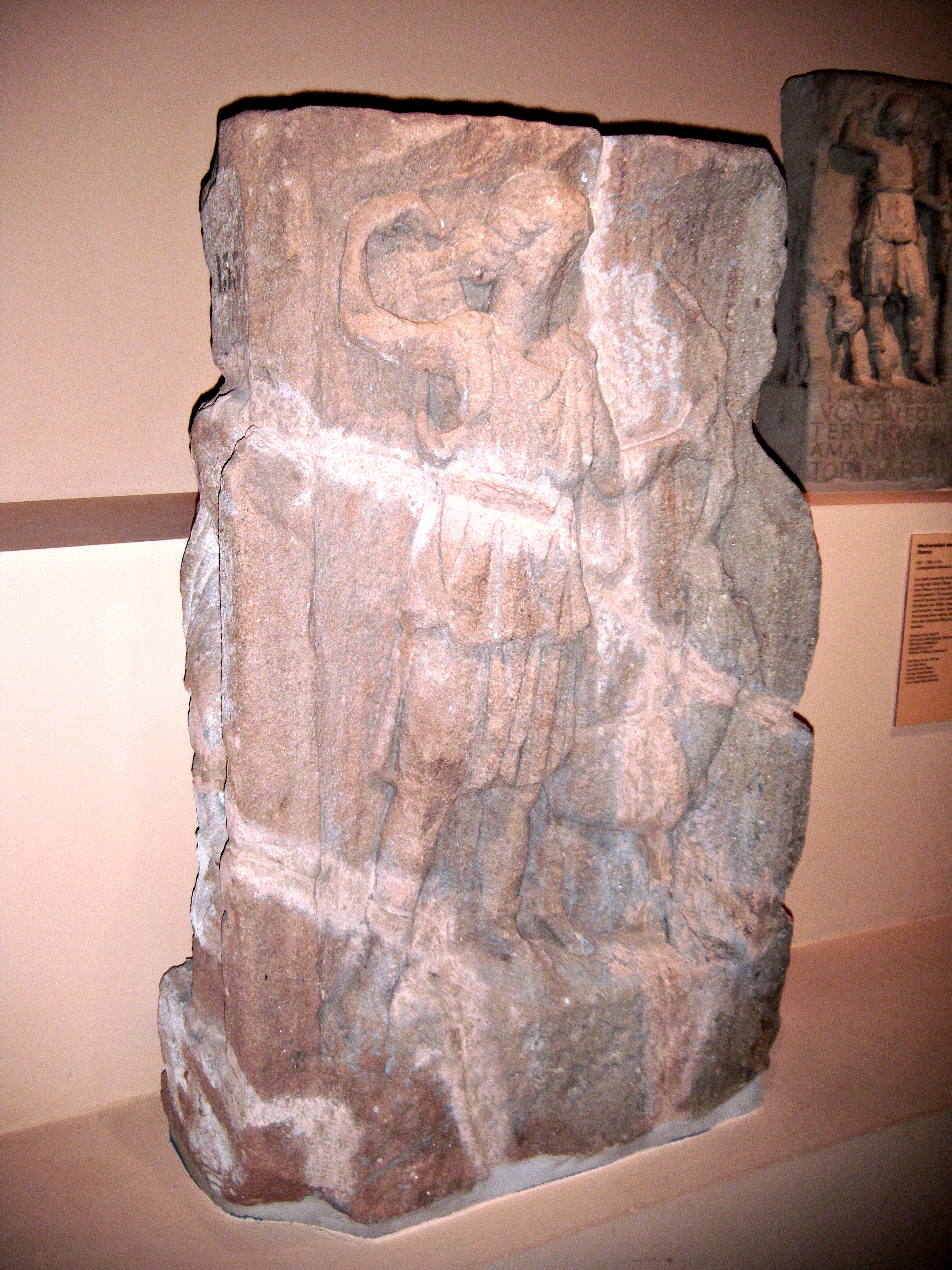
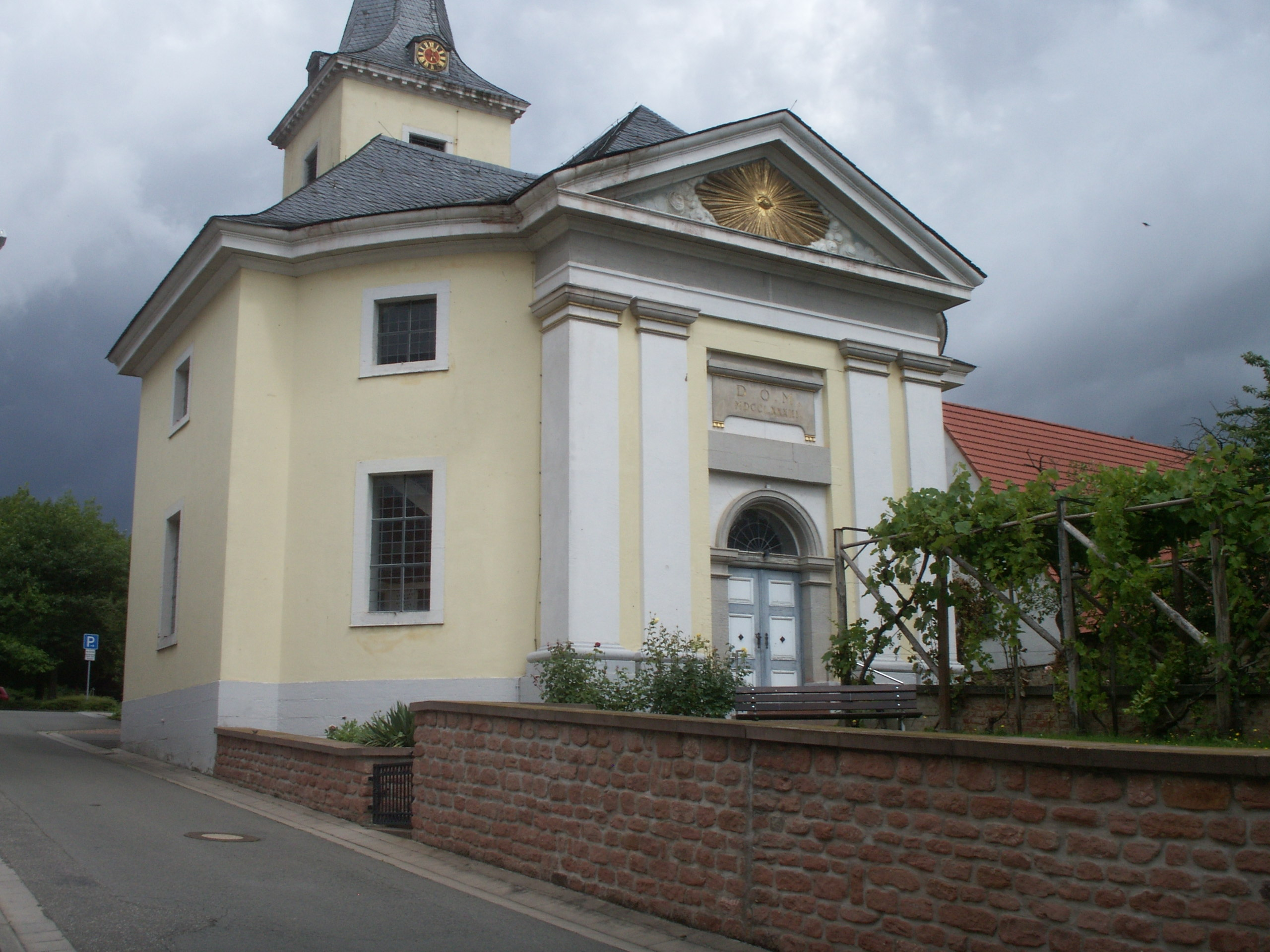
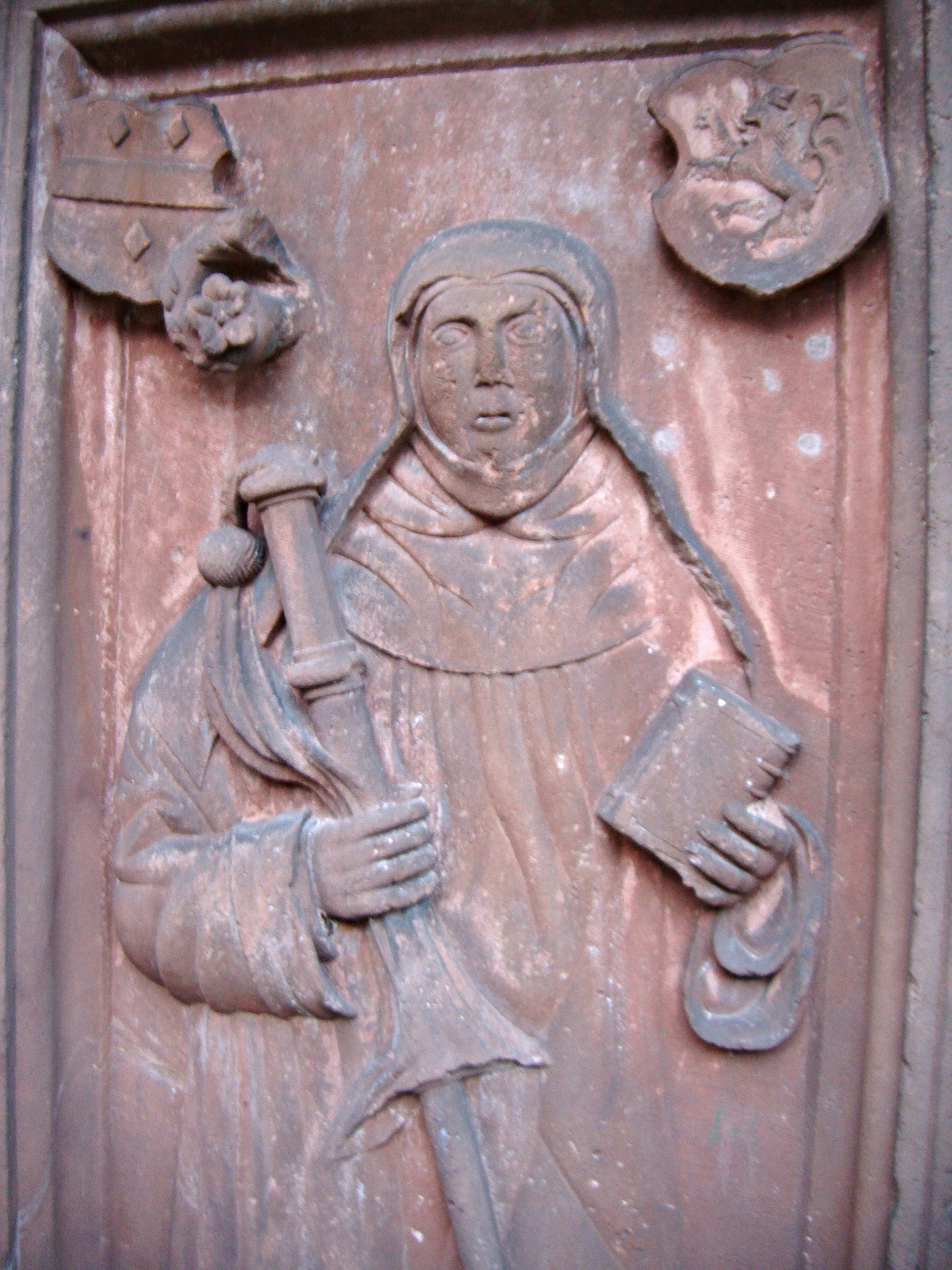